# Florian Freund
Florian Freund (* 1953 in Vöcklabruck) ist ein österreichischer Historiker.

## Ausbildung und Beruf
Freund besuchte zwischen 1960 und 1964 die Volksschule und im Anschluss zwischen 1964 und 1972 das Gymnasium. Er studierte zwischen 1972 und 1987 Geschichte an den Universitäten Salzburg, Graz und Wien. Er ist seit 1981 Mitarbeiter in Forschungsprojekten am Institut für Zeitgeschichte der Universität Wien und wurde 1987 bei Erika Weinzierl über „Die Geschichte des KZ Ebensee. Raketenrüstung und Zwangsarbeit“ zum Dr. phil. promoviert. Zwischen 1987 und 1999 war er wissenschaftlicher Mitarbeiter am Dokumentationsarchiv des österreichischen Widerstandes. Er arbeitete des Weiteren 1997 als Research Fellow am United States Holocaust Memorial Museum in Washington, D.C. und ist seit Mitglied der Redaktion der Zeitschrift zeitgeschichte und der Gesellschaft für Zeitgeschichte. Von 1999 bis 2002 war Freund auch Mitarbeiter der österreichischen Historikerkommission und im Sommersemester Gastprofessor an der Babeş-Bolyai Universität Cluj, Rumänien. Seine Forschungsschwerpunkte liegen in den Bereichen Kriegswirtschaft, Zwangsarbeit, Konzentrationslager, Holocaust und Verfolgungspolitik gegen „Zigeuner“.

## Werke (Auswahl)
- Das Konzentrationslager Wiener Neustadt. Rüstungsexpansion und Zwangsarbeit im Rax-Werk. Wien 1986 (gemeinsam mit Bertrand Perz)
- Die Geschichte des KZ Ebensee. Raketenrüstung und Zwangsarbeit. 2. Bände. Wien 1987
- Das KZ in der Serbenhalle. Zur Kriegsindustrie in Wiener Neustadt. Wien 1987 (gemeinsam mit Bertrand Perz)
- Konzentrationslager Ebensee. Ein Außenlager des KZ Mauthausen. Wien 1990
- Arbeitslager Zement. Das Konzentrationslager Ebensee und die Raketenrüstung. Wien 1991
- Pilotprojekt "Österreichische Holocaustopfer". Wien 1992 (gemeinsam mit Hans Safrian)
- Vertreibung und Ermordung. Zum Schicksal der österreichischen Juden 1938–1945. Das Projekt "Namentliche Erfassung der österreichischen Holocaustopfer". Wien 1993 (gemeinsam mit Hans Safrian)
- Das Ghetto in Lodz. Wien 1993 (gemeinsam mit Bertrand Perz und Karl Stuhlpfarrer)
- Zigeunerpolitik in Österreich im 20. Jahrhundert. Wien 2003
- Die Burgenland-Roma 1945–2000. Eine Darstellung der Volksgruppe auf der Basis archivalischer und statistischer Quellen. Ein Forschungsprojekt des Kulturvereins Österreichischer Roma. Eisenstadt 2004 (gemeinsam mit Gerhard Baumgartner)
- Vermögensentzug, Restitution und Entschädigung der Roma und Sinti. Wien 2004 (gemeinsam mit Gerhard Baumgartner und Harald Greifeneder)
- Zwangsarbeiter und Zwangsarbeiterinnen auf dem Gebiet der Republik Österreich 1939–1945. Wien 2004 (gemeinsam mit Bertrand Perz und Mark Spoerer)
- Konzentrationslager in Oberösterreich 1938 bis 1945. Linz 2007 (gemeinsam mit Bertrand Perz)
- Roma-Politik in Österreich. Wien 2007 (gemeinsam mit Gerhard Baumgartner)
- Die Toten von Ebensee. Analyse und Dokumentation der im KZ Ebensee umgekommenen Häftlinge 1943–1945. Wien 2010
- Oberösterreich und die Zigeuner. Politik gegen eine Minderheit im 19. und 20. Jahrhundert. Linz 2010 (gemeinsam mit Ludwig Laher und Gitta Martl)
- Das Konzentrationslager Ebensee. Raketenrüstung im SS-Arbeitslager "Zement". Innsbruck 2013